# Jean-Baptiste Gastumeau
Jean-Baptiste Gastumeau (né à La Rochelle le 21 juin 1697 et mort à La Rochelle le 22 mai 1763) est un juriste, négociant et manufacturier français.

## Biographie
Issu d'une famille de magistrats, fils d'un greffier en chef des traites foraines et procureur au présidial de La Rochelle, Jean-Baptiste Gastumeau suit des études et obtient une licence en droit civil.
Agent de la Compagnie des Indes, il s'adonne également au négoce avec succès. Élu consul de la juridiction consulaire en 1733 et 1737, il en est juge en 1740 et 1752. Il est élu syndic (1744-1747, 1751-1752) puis directeur (1762-1763) de la Chambre de commerce de La Rochelle.
Gastumeau investit dans l'industrie papetière. Il exploite et commercialise également les papiers de Puymoyen et s'associe avec Charles-Jean Respinges du Ponty et Vivien de Châteaubrun dans la Manufacture royale des papiers d'Angoumois à partir de 1734.

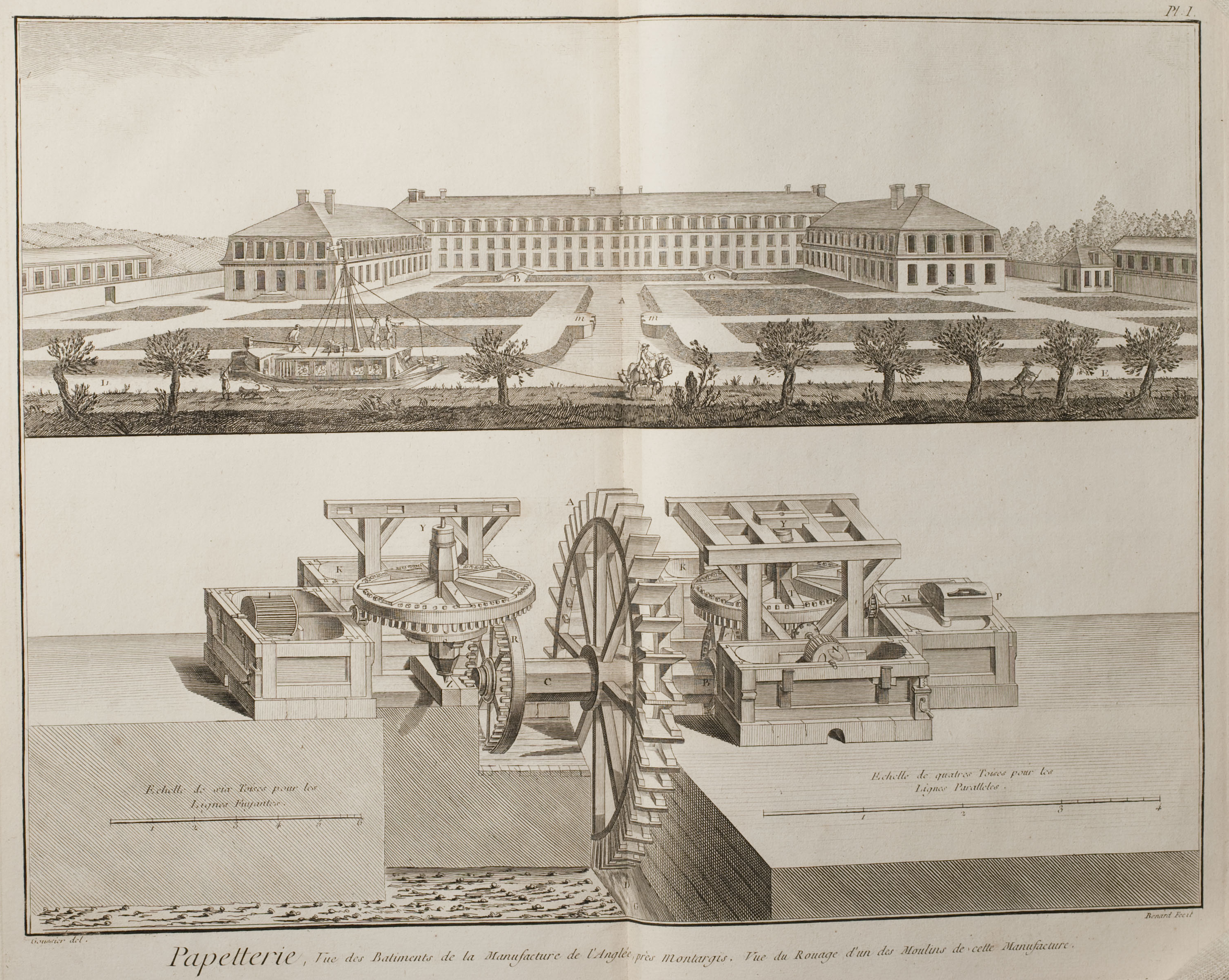
Planche dans lEncyclopédie : "Papetterie - Vue des Bâtiments de la Manufacture de l'Anglée près Montargis. Vue du rouage d'un des Moulins de cette manufacture".

En 1736, il obtient le privilège exclusif de « la machine de Hollande pour la fabrication du papier sans maillets ni pilons », avec un satisfecit de l'Académie royale des sciences. Il réussit à intéresser à l'affaire le duc d'Orléans, devant lequel il réalise des essais. Grâce à ce puissant appui, Gastumeau, Respinges-Duponty et Châteaubrun s'appuient de riches partenaires de l'entourage parisien de Joseph Pâris Duverney et de Madame de Pompadour (Vivant Micault, etc), et fondent en 1738 la Manufacture royale de l'Anglée, à Châlette-sur-Loing, à la jonction des canaux d'Orléans et du Loing. La manufacture, dont les plans sont publiés dans l'Encyclopédie de Diderot, comprend un grand bâtiment principal de cent trente mètres de longueur sur quinze de large, avec deux ailes de cinquante mètres sur quinze chacune, et compte vingt cuves et douze cylindres, quand les plus importantes papeteries du royaume ne comprennent alors pas plus de cinq cuves,,.
Il se fait une réputation comme théoricien du commerce. Il est ainsi l'auteur de différents mémoires sur la défense du port de La Rochelle contre Saint-Malo, le commerce des guildives ou bien la situation du Canada en 1761.
Se livrant jeune aux belles-lettres, il est l'un des membres fondateurs de l'Académie des belles-lettres, sciences et arts de La Rochelle en 1732 et en est le premier secrétaire perpétuel. Conservant ses fonctions jusqu'à sa mort, il préside également l'Académie en 1735 et contribue grandement à développement. Il prononce devant ses collègues sept discours dont un mémoire sur le commerce étranger en 1761, des considérations sur l'impôt, la population et le revenu territorial de la France en 1762. Il entretient par ailleurs une correspondance avec le poète Pierre de Bologne.
Il est nommé procureur du roi près le tribunal des traites de La Rochelle et receveur du droit de l'indult en 1745. Il succède à Jean Butler dans les fonctions de conseiller perpétuel de l'Hôtel de ville en 1746 et devient échevin.
Marié à Henriette Gravier, il est notamment le père de :
- Marie-Henriette Gastumeau, épouse de Pierre Josué Barthélémy Valin, avocat et procureur du Roi en l'Amirauté de La Rochelle, et fils de René-Josué Valin, un ami de son père.
- Jean-Louis Gastumeau, officier sur les vaisseaux de la Compagnie des Indes, agréeur de l'embarquement des eaux de vie et capitaine de port à La Rochelle
- Marthe Gastumeau, épouse du négociant Jean-Jacques Durand
- René Alexis Gastumeau, curé de Dompierre, chanoine de la cathédrale de La Rochelle
- Barthélémy Louis Henry Gastumeau, officier des milices à Saint-Domingue, marié à  Marie Madeleine Langlois de Chancy

## Travaux
- Mémoire pour le corps de ville de la Rochelle sur la fabrication et le commerce des eaux de vie de sirops connues dans nos isles sous le nom de taffias et guildives (La Rochelle, 1752)
- Dissertation sur la légitimité des intérêts d'argent qui ont cours dans le commerce (La Haye, 1756)
- Examen théologique sur la société du prêt à rente, dialogue entre Bail et Pontas, docteurs en théologie, par M*** [le P. Grangier], aussi docteur en théologie. Nouvelle édition augmentée d'une lettre très intéressante sur le même sujet [de Gastumeau] (Nancy, 1762)

## Sources
- Brice Martinetti, Les négociants de La Rochelle au XVIIIe siècle, Presses universitaires de Rennes, 2019
- Émile Garnault, Livre d'or de la Chambre de commerce de la Rochelle contenant la biographie des directeurs et présidents de cette Chambre de 1719 à 1891, E. Martin, 1902
- Louis-Étienne Arcère, Histoire de la Rochelle et du pays d'Aunis, t. 2, p. 432-433
- Jean Flouret, Dictionnaire biographique des Charentais, Paris, Le Croît vif, 2005
- Pierre-Damien Rainguet, Biographie saintongeaise: ou, Dictionnaire historique, Niox, 1851